# SN 2001ia
SN 2001ia – supernowa odkryta 12 listopada 2001 roku w galaktyce A084952+4411. W momencie odkrycia miała maksymalną jasność 24,00m.